# Peggy King
Peggy King (ur. 16 lutego 1930) – amerykańska piosenkarka popowa.

## Wyróżnienia
Posiada swoją gwiazdę na Hollywoodzkiej Alei Gwiazd